# 25 mai 1951
Le vendredi 25 mai 1951 est le 145e jour de l'année 1951.

## Naissances
- Bob Gale, réalisateur, scénariste et producteur de cinéma américain
- David Rochline (mort le 25 octobre 2015), artiste français
- François Bayrou, homme politique français
- Jamaluddin Jarjis (mort le 4 avril 2015), homme politique malaisien
- Jean-Marie Aerts, guitariste belge, producteur musical,
- Krunoslav Hulak (mort le 23 octobre 2015), joueur d'échecs croate
- Maria Kanellopoulou, femme politique
- Martine Jandrot-Perrus, chercheuse en biologie française
- Odina Desrochers, personnalité politique canadienne

## Décès
- Emilio Sagi-Barba (né le 15 mars 1900), joueur de football espagnol
- Nigel de Grey (né le 27 mars 1886), cryptanalyste britannique
- Paul Weigel (né le 18 février 1867), acteur américain
- Paula von Preradović (née le 12 octobre 1887), écrivaine autrichienne
- René Gagnier (né le 30 mai 1892), musicien, compositeur et chef d'orchestre québécois

## Événements
- Publication des premiers caractères Jinmeiyō kanji
- Création d'une base aéronautique de l’OTAN à Keflavik en Islande.
- Le premier exemplaire du Canberra B.2 entre en service dans la Royal Air Force avec le 101 Sqn à RAF Binbrook.